# دی‌وینیل‌بنزن
دی‌وینیل‌بنزن (DVB) ترکیبی است که از یک حلقه بنزن متصل به دو گروه وینیل تشکیل شده‌است. به بیانی دیگر با افزودن گروه دوم وینیل به استایرن (وینیل‌بنزن)، این ترکیب سنتز می‌شود. این ماده به شکل مایعی بی‌رنگ است که از هیدروژن‌زدایی حرارتی ایزومرهای دی‌اتیل‌بنزن ساخته می‌شود. در شرایط سنتز، o-دی‌وینیل‌بنزن به نفتالین تبدیل می‌شود و بنابراین جزء مخلوط‌های معمول DVB نیست.

## تولید
این ترکیب از هیدروژن‌زدایی دی‌اتیل‌بنزن تولید می‌شود:
C6H4(C2H5)2   →   C6H4(C2H3)2  +  2 H2